# Josu Urrutia Tellería
Josu Urrutia Tellería (Lekeitio, 10 d'abril de 1968) és un exfutbolista basc, que jugava de migcampista defensiu. Va ser president de l'Athletic Club entre 1 de juliol de 2007 i 30 de juny de 2011.
Urrutia és un dels jugadors més representatius de l'Athletic Club de la dècada dels 90 i principis del segle XXI. Abans va combinar diverses aparicions entre el filial i el primer equip. Entre 1988 i 2003 va jugar a prop de 350 partits de lliga amb els bascos. No va arribar a guanyar cap títol amb el seu club, però va jugar la Lliga de Campions 1998-99, després que els lleons quedaren en segona posició de lliga a l'any anterior. Va ser internacional amb la selecció del País Basc.
Josu Urrutia va presentar-se com a candidat a president de l'Athletic Club de Bilbao a les eleccions del 2011, amb Marcelo Bielsa com a entrenador. A les eleccions, celebrades el 7 de juliol amb un rècord de participació, va guanyar a l'altre candidat, García Macua.